# Attilio Tamaro
Attilio Tamaro (Trieste, 13 luglio 1884 – Roma, 20 febbraio 1956) è stato uno storico, diplomatico e giornalista italiano.

## Biografia
Tamaro nacque il 13 luglio 1884 a Trieste. Il padre era originario di un’antica famiglia di Pirano: da semplice falegname era riuscito a diventare capo d’arte all’Arsenale del Lloyd di Trieste; mentre sua madre, Giuseppina, proveniva da una famiglia triestina d’estrazione popolare. 
Giovanissimo aderì al movimento irredentista prendendo parte nel 1903 ai moti studenteschi per l'università italiana a Trieste: ferito in alcuni scontri con le forze dell'ordine avvenuti a Innsbruck nel 1904, nello stesso anno fu anche brevemente incarcerato nella cittadina austriaca. Dopo la laurea in Lettere ottenuta nell'ateneo di Graz lavorò come archivista e bibliotecario nella Giunta provinciale dell'Istria a Pola, collaborando successivamente alle testate L'Indipendente (1908-1910) e Il Piccolo (1909-1914).
Nell'aprile del 1907 e nel settembre del 1908, periodi in cui era dipendente dell'Università Popolare di Trieste, conobbe James Joyce con cui entrò in confidenza, tanto che il celebre scrittore gli chiese di consigliargli un insegnante di canto. Fautore dell'interventismo, anche perché vicino all'Associazione Nazionalista, nel corso del primo conflitto mondiale si arruolò come volontario e nel 1916 venne mandato in missione "per incarico diretto del governo" a Parigi, prima, e a Londra, dopo, per curare l'attività di propaganda e difendere i diritti nazionali dell'Adriatico in vista della Conferenza di pace.
Conclusasi la guerra, aderì al fascismo e fu nominato console generale ad Amburgo (1927-1929), quindi ambasciatore a Helsinki (1929-1934) e a Berna (1935-1943). Fu inoltre delegato dei Fasci all'estero per l'Austria dal 1923 al 1927. Nel giugno del 1943 venne espulso dal Partito Nazionale Fascista a causa della sua posizione avversa all'antisemitismo e anche in conseguenza di ciò non aderì alla Repubblica Sociale Italiana. 
Cessò di far parte della Carriera diplomatica il 15 agosto 1944.
Dopo la fine della seconda guerra mondiale, in conseguenza della sua adesione al Regime venne deferito al Tribunale per l'epurazione del fascismo ma non subì nessuna condanna. Poté quindi continuare la sua attività letteraria e giornalistica fino alla morte.
Nella sua attività di storico, cominciata nel 1915 con la pubblicazione dell'opera in più volumi L'Adriatico golfo d'Italia. L'italianità di Trieste e Italiani e Slavi nell'Adriatico, cercò di dimostrare e documentare un coerente e incessante sviluppo della coscienza nazionale italiana a Trieste e nelle zone limitrofe (Storia di Trieste, 1924). Tutte le sue pubblicazioni furono influenzate dalle sue idee irredentiste e nazionaliste, che lo portarono a confutare le tesi jugoslave sul possesso della città (Trieste. Storia di una città e di una fede, 1945), a stigmatizzare i trattati di pace a cui l'Italia fu sottoposta dopo la sconfitta militare (La condanna dell'Italia nel trattato di pace, 1952) e ad esprimere un giudizio tutto sommato benevolo sulla dittatura mussoliniana (Vent'anni di storia, 1953-1954); meno positiva fu invece la sua valutazione della RSI (Due anni di storia: 1943-1945, 1948-1950).
Il suo diario, dal 1911 al 1949, è stato pubblicato nel 2021 con un'introduzione  biografica basata su documenti e carteggi di diversi fondi archivistici.

## Principali pubblicazioni
- Le condizioni degli italiani soggetti all'Austria nella Venezia Giulia e nella Dalmazia, G. Bertero, Roma, 1915.
- La lotta di Fiume contro la Croazia, in “Rassegna italiana”, fasc. 7, 1918
- Il trattato di Londra e le rivendicazioni nazionali, Reale Società Geografica Italiana, Roma, 1918.
- L'affare del Montenegro, Tipografia editrice,  Roma, 1920.
- Storia di Trieste, Alberto Stock, Roma,  1924
- Due anni di storia: 1943-45,  Tosi, Roma, 1948-49 (Volpe, 1981, nuova edizione a cura di A. Giovannucci).
- La condanna dell'Italia nel trattato di pace, Roma, 1952.
- Vent'anni di storia 1922-1943, Editrice Tiber, Roma, 1952-1954.